# Bhati
Bhati là một thị trấn thống kê (census town) của quận South thuộc bang Delhi, Ấn Độ.

## Nhân khẩu
Theo điều tra dân số năm 2001 của Ấn Độ, Bhati có dân số 15.882 người. Phái nam chiếm 55% tổng số dân và phái nữ chiếm 45%. Bhati có tỷ lệ 47% biết đọc biết viết, thấp hơn tỷ lệ trung bình toàn quốc là 59,5%: tỷ lệ cho phái nam là 59%, và tỷ lệ cho phái nữ là 33%. Tại Bhati, 18% dân số nhỏ hơn 6 tuổi.